# Bibi (youtuber)
Bibi Speek (Zwolle, 27 mei 2008) is een Nederlandse youtuber, zangeres en actrice.

## Biografie
Bibi maakte bij de start van haar kanaal video's over onder andere knutselen en bakken. Sinds 2018 plaatst ze vooral sketches en video's waarin ze uitdagingen (challenges) aangaat met anderen. Sinds december 2021 stapte Bibi over op het maken van vlogs. Ze won in 2017 op achtjarige leeftijd een VEED Award voor Beste Nieuwkomer. In 2017 sprak ze de stem in van een jong rivierkreeftje in de bioscoopfilm Diep in de zee.
In 2018 verscheen het boek DIY met Bibi.
In 2018 speelde Bibi de rol van Zoë, het zusje van hoofdrolspeelster Elvy, in de bioscoopfilm Elvy's wereld: so Ibiza. Ze speelde in datzelfde jaar ook de rol van Amy in de driedelige YouTube-serie Techie die op het YouTube-kanaal van Giovanni Latooy werd gepubliceerd en ze speelde in 2018 een rol in de bioscoopfilm De Film van Dylan Haegens. Tot slot speelde ze in 2018 een rol in de Sinterklaasserie De Pepernotenclub.
Begin 2019 werd Bibi winnaar van de Social Vlogger Top 100.
In de zomer van 2019 bracht Bibi haar eerste liedje met videoclip uit: 'Kaboeja'. In 2019 vertolkte ze tevens de stem van het roze kuikentje Zoë in de animatiefilm Angry Birds 2. In januari 2020 bracht ze haar tweede liedje met videoclip uit: 'Zwemmen in Slijm'.
In 2020 speelt Bibi de hoofdrol in de bioscoopfilm De grote slijmfilm, die op 5 februari 2020 in première ging. Bibi nam op 19 februari 2020 de Gouden Film voor De grote slijmfilm in ontvangst.
Op 8 mei 2020 won ze de Nickelodeon Kids' Choice Award in de categorie 'Favoriete ster Nederland'.
In de maanden oktober en november van 2020 speelde Bibi in een nieuwe tv-serie van Nickelodeon: Creator Camp. Hier speelde ze de rol van Vicky, de eigenzinnige dochter van de eigenaar van het terrein. 
In 2021 speelde ze in de bioscoopfilm De nog grotere slijmfilm en deze film ontving ook de Gouden Film. Bibi speelt in 2022 wederom de hoofdrol in de derde slijmfilm, De allergrootste slijmfilm, die op 3 juli 2022 in première ging. De film trok binnen drie weken meer dan 100.000 bezoekers naar de bioscoop en won daarmee wederom een Gouden Film Award. In 2023 vertolkte Bibi opnieuw de hoofdrol in de vierde slijmfilm, De oneindige slijmfilm, waarin haar personage Indy in actie komt wanneer een mysterieuze slijmsteen met bijzondere krachten in verkeerde handen komt. De film trok in korte tijd 100.000 bioscoopbezoekers. Bibi ontving hiervoor in haar woonplaats Zwolle de Gouden Film Award.
In 2022 speelde Bibi een rol in seizoen 5 van de online NPO-serie Zapp Detective Pretpark Summer Vibes. In 2023 had zij wederom een rol in Zapp Detective, dit keer in seizoen 8: 'Emma's juice'.
Op 5 februari 2025 ging de bioscoopfilm Juffrouw Pots in première. Bibi speelt in deze film de rol van juffrouw Romy.